# Évolution du Collège cardinalice sous le pontificat de Pie X
Cet article présente les évolutions au sein du Sacré Collège ou collège des cardinaux au cours du pontificat du pape Pie X, depuis l'ouverture du conclave qui l'a élu le 4 août 1903 jusqu'à sa mort le 20 août 1914.

## Évolution numérique au cours du pontificat
| Date       | Évènement                                                                               | Pays | Total |
| ---------- | --------------------------------------------------------------------------------------- | ---- | ----- |
| 31/07/1903 | Cardinaux au moment du Conclave de 1903                                                 |      | 64    |
| 04/08/1903 | Élection au trône pontifical du cardinal Giuseppe Melchiorre Sarto sous le nom de Pie X |      | 63    |
| 09/11/1903 | Consistoire : création de 2 cardinaux                                                   |      | 65    |
| 09/12/1903 | Décès du cardinal Sebastián Herrero y Espinosa de los Monteros                          |      | 64    |
| 14/04/1904 | Décès du cardinal Michelangelo Celesia                                                  |      | 63    |
| 14/11/1904 | Décès du cardinal Mario Mocenni                                                         |      | 62    |
| 01/01/1905 | Décès du cardinal Benoît Langénieux                                                     |      | 61    |
| 28/04/1905 | Décès du cardinal Andrea Aiuti                                                          |      | 60    |
| 07/09/1905 | Décès du cardinal Raffaele Pierotti                                                     |      | 59    |
| 11/12/1905 | Consistoire : création de 4 cardinaux                                                   |      | 63    |
| 20/01/1906 | Décès du cardinal Marcello Spínola y Maestre                                            |      | 62    |
| 25/01/1906 | Décès du cardinal Pierre-Lambert Goossens                                               |      | 61    |
| 10/02/1906 | Décès du cardinal Adolphe Perraud                                                       |      | 60    |
| 15/02/1906 | Décès du cardinal Achille Manara                                                        |      | 59    |
| 14/04/1906 | Décès du cardinal Giuseppe Callegari                                                    |      | 58    |
| 21/04/1906 | Décès du cardinal Guillaume-Marie-Joseph Labouré                                        |      | 57    |
| 29/12/1906 | Décès du cardinal Felice Cavagnis                                                       |      | 56    |
| 29/12/1906 | Décès du cardinal Luigi Tripepi                                                         |      | 55    |
| 29/03/1907 | Décès du cardinal Luigi Macchi                                                          |      | 54    |
| 15/04/1907 | Consistoire : création de 7 cardinaux                                                   |      | 61    |
| 10/08/1907 | Décès du cardinal Domenico Svampa                                                       |      | 60    |
| 24/08/1907 | Décès du cardinal Emidio Taliani                                                        |      | 59    |
| 15/10/1907 | Décès du cardinal Andreas Steinhuber                                                    |      | 58    |
| 16/12/1907 | Consistoire : création de 4 cardinaux                                                   |      | 62    |
| 28/01/1908 | Décès du cardinal François-Marie-Benjamin Richard de La Vergne                          |      | 61    |
| 17/03/1908 | Décès du cardinal Giovanni Battista Casali del Drago                                    |      | 60    |
| 25/04/1908 | Décès du cardinal Gennaro Portanova                                                     |      | 59    |
| 22/07/1908 | Décès du cardinal Carlo Nocella                                                         |      | 58    |
| 26/10/1908 | Décès du cardinal François-Désiré Mathieu                                               |      | 57    |
| 27/10/1908 | Décès du cardinal Salvador Casañas y Pagés                                              |      | 56    |
| 19/12/1908 | Décès du cardinal Victor-Lucien-Sulpice Lécot                                           |      | 55    |
| 03/02/1909 | Décès du cardinal Serafino Cretoni                                                      |      | 54    |
| 26/02/1909 | Décès du cardinal Ciriaco María Sancha y Hervás                                         |      | 53    |
| 08/01/1910 | Décès du cardinal Francesco Satolli                                                     |      | 52    |
| 24/11/1910 | Décès du cardinal Alessandro Sanminiatelli Zabarella                                    |      | 51    |
| 04/01/1911 | Décès du cardinal Francesco Segna                                                       |      | 50    |
| 17/04/1911 | Décès du cardinal Beniamino Cavicchioni                                                 |      | 49    |
| 05/08/1911 | Décès du cardinal Anton Josef Gruscha                                                   |      | 48    |
| 16/08/1911 | Décès du cardinal Francis Patrick Moran                                                 |      | 47    |
| 08/09/1911 | Décès du cardinal Jan Puzyna de Kosielsko                                               |      | 46    |
| 27/11/1911 | Consistoire : création de 18 cardinaux,                                                 |      | 64    |
| 27/11/1911 | Consistoire : création d'un cardinal in pectore                                         |      | 65    |
| 30/07/1912 | Décès du cardinal Anton Hubert Fischer                                                  |      | 64    |
| 20/08/1912 | Décès du cardinal József Samassa                                                        |      | 63    |
| 12/09/1912 | Décès du cardinal Pierre-Hector Coullié                                                 |      | 62    |
| 14/11/1912 | Décès du cardinal Alfonso Capecelatro di Castelpagano                                   |      | 61    |
| 02/12/1912 | Consistoire : création d'un cardinal                                                    |      | 62    |
| 04/02/1913 | Décès du cardinal Franz Xavier Nagl                                                     |      | 61    |
| 22/03/1913 | Décès du cardinal Pietro Respighi                                                       |      | 60    |
| 07/09/1913 | Décès du cardinal José de Calasanz Félix Santiago Vives y Tutó                          |      | 59    |
| 10/10/1913 | Décès du cardinal Gregorio María Aguirre y García                                       |      | 58    |
| 07/12/1913 | Décès du cardinal Luigi Oreglia di Santo Stefano                                        |      | 57    |
| 16/12/1913 | Décès du cardinal Mariano Rampolla del Tindaro                                          |      | 56    |
| 31/01/1914 | Décès du cardinal Casimiro Gennari                                                      |      | 55    |
| 27/02/1914 | Décès du cardinal Johannes Baptist Katschthaler                                         |      | 54    |
| 04/03/1914 | Décès du cardinal Georg von Kopp                                                        |      | 53    |
| 25/05/1914 | Consistoire : création de 13 cardinaux                                                  |      | 66    |
| 25/05/1914 | Consistoire : révélation de l'identité du cardinal in pectore António Mendes Bello      |      | 66    |
| 31/07/1914 | Décès du cardinal Giovanni Battista Lugari                                              |      | 65    |
| 20/08/1914 | Décès du pape Pie X                                                                     |      | 65    |